# Oppenweher Klus

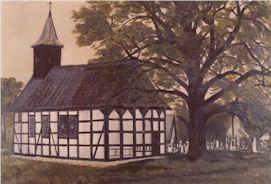
Die Oppenweher Klus um 1900 (Gemälde)

Die Oppenweher Klus war bzw. ist eine kleine Fachwerk-Kapelle im Stemweder Ortsteil Oppenwehe.

## Geschichte
Die Oppenweher Klus wird im 13. Jahrhundert erstmals erwähnt, die im „Klusgarten“ stand, der dem Colon (Landwirt) Rohlfing gehörte; zu diesem Zeitpunkt war sie vermutlich schon ein paar Jahrhunderte alt. Vor der Reformation musste der Propst zu Levern in der kleinen Klus predigen; mit der Zeit verringerte sich die Zahl der Gottesdienste auf nur noch sieben Mal im Jahr: Am Sonntag nach Mariä Geburt (8. September) und an den sechs Mittwochen in der Fastenzeit hatte der Propst sich in die Oppenweher Klus zu begeben und zu predigen. An den Gottesdienst Anfang September schloss sich eine Prozession an, die mit einer Kirmes verbunden war, die sich bis an den Alten Postweg hinzog. Besucher kamen meist aus den benachbarten Orten, wie Preußisch Ströhen und Wagenfeld. Der Oppenweher Markt (die Kirmes) wird bis auf den heutigen Tag abgehalten. Die Wagenfelder waren, wie die Oppenweher, nach Wehdem eingepfarrt und somit besuchten auch sie den Gottesdienst in der Klus; sie besaßen sogar einen eigenen Eingang, die sogenannte „Wagenfeldsche Tür“.
Im Jahre 1699 wurde die Klus neu errichtet; der Vorgängerbau war vermutlich abgebrochen worden, weil er für die Oppenweher zu klein geworden war. Die Klus besaß einen eigenen Altar, einen Taufstein und eine Opferurne. Außerdem gab es eine Kanzel mit Schalldeckel und einer lose darunter hängenden, aus Holz geschnitzten Taube, dem Symbol des Heiligen Geistes. Außerdem hatte die Klus vier Buntglasfenster, die Johannes, Paulus, Petrus und Jakob zeigten. Die Klus war 13,52 m hoch, 5,14 m breit und 11,30 m lang.
Im Jahre 1753 schrieb Pastor Gottfried Schlichthaber in der Kirchenchronik der Mindeschen Kirchengeschichte: „Die Klus stand im Garten des Kolons Rohlfing Nr. 2.“ Noch heute bezeichnet man diese Stelle als Klusgarten. Die Kapelle stand an geweihter Stätte. Darauf soll die Ortsbenennung Oppenwehes zurückzuführen sein: „Op den Weihden“ bedeutet „auf dem geweihten Orte“.

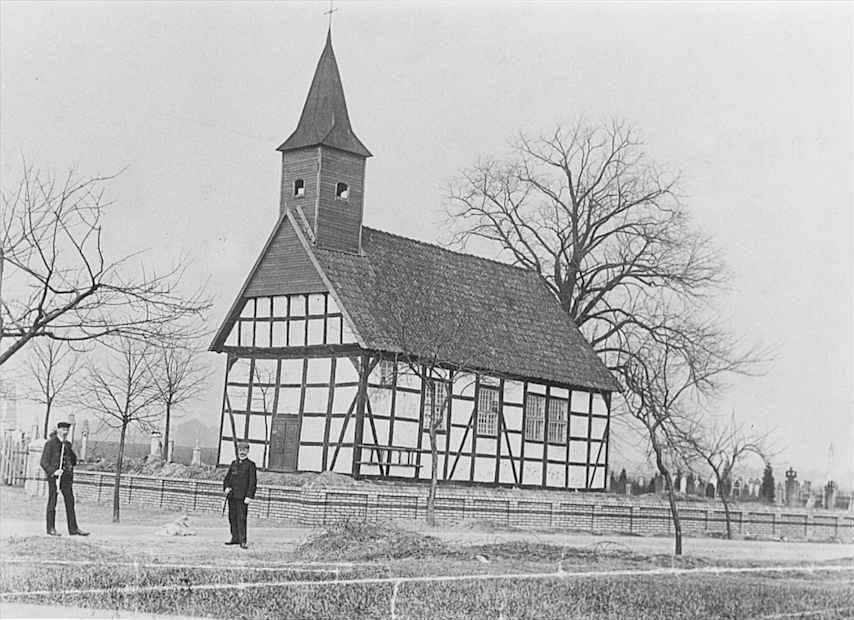
Die Alte Klus, Fotografie um 1900

Im Jahre 1808 wurde an der Klus und der damals schon sehr alten und ausladenden Friedhofslinde der erste Oppenweher Friedhof eingerichtet. Am Ende des 19. Jahrhunderts verfiel das Kapellengebäude allmählich und die Nutzung für Gottesdienste musste schließlich stark eingeschränkt werden. Eine am 2. Januar 1900 durchgeführte Spendensammlung für den Neubau einer Kapelle in Oppenwehe brachte 407 Mark ein, für die damalige Zeit eine sehr beachtliche Summe Geld. 1919 wurde im Kirchspiel Wehdem eine zusätzliche Pfarrstelle für Oppenwehe eingerichtet und daraufhin im Herbst des Jahres 1922 ein eigenes Pfarrhaus, zirka vier Kilometer von der Klus entfernt, errichtet; später löste sich Oppenwehe ganz aus dem Kirchspiel Wehdem. Im Frühjahr 1930 entschloss man sich zum „Kapellen-Neubau“ und nach mehreren Bitten und großer Opferwilligkeit der Gemeinde erteilte das Konsistorium in Münster am 29. Oktober des gleichen Jahres die Genehmigung zum Bau einer Kirche in Oppenwehe. Somit waren die Tage der alten Klus gezählt und am 5. November 1930 wurde deren Abriss beschlossen. Der Oppenweher Kirchmeister setzte sich für den Bau einer Kirche auf dem „Vahrenkamp“ ein und so wurde ein Neubau an alter Stelle verhindert. Am 9. November 1930 wurde der Grundstein zur neuen Kirche gelegt und mit einem großen Fest gefeiert, wohingegen die kleine Klus ohne jegliche Anteilnahme im Stillen abgetragen wurde. Die Glocke, die im Turm der alten Klus hing, sowie die vier Buntglasfenster gingen bei der Einweihung der neuen „Martini-Kirche“ am 26. Juli 1931 in deren Besitz über – die Fenster fanden ihren neuen Platz in der Sakristei, die Glocke im Turm der Kirche. Im Zweiten Weltkrieg jedoch wurden die Glocken der Martini-Kirche zwangsweise eingeschmolzen, so auch die der alten Klus.
Am Ewigkeitssonntag des Jahres 1950 ging der alte Standort der Klus als Kirchenfläche gänzlich verloren; der Friedhof war zu klein geworden und wurde in die Nähe der neuen Kirche verlegt.

## Nachbildung
Im Jahre 2003 beging Oppenwehe seinen 775. Jahrestag der Ersterwähnung, was am 14. September des Jahres mit einem großen Festumzug und über 30.000 Besuchern gefeiert wurde. Aus diesem Anlass wurde die Oppenweher Klus im Maßstab 1 : 2 von den Bürgern Oppenwehes nachgebildet; die Künstlerin Claudia Hassebrock schuf die Bleiverglasung für die neuen acht Fenster. Das Kreuz des Turmes wurde in Handarbeit von der Gießerei Heinrich Meier in Rahden gegossen. Es ist beidseitig beschriftet; auf der Vorderseite steht „775 Jahre Oppenwehe“, auf der Rückseite „Alte Klus“ geschrieben. Die neue Oppenweher Klus wurde auf dem Festumzug zum absoluten Highlight.

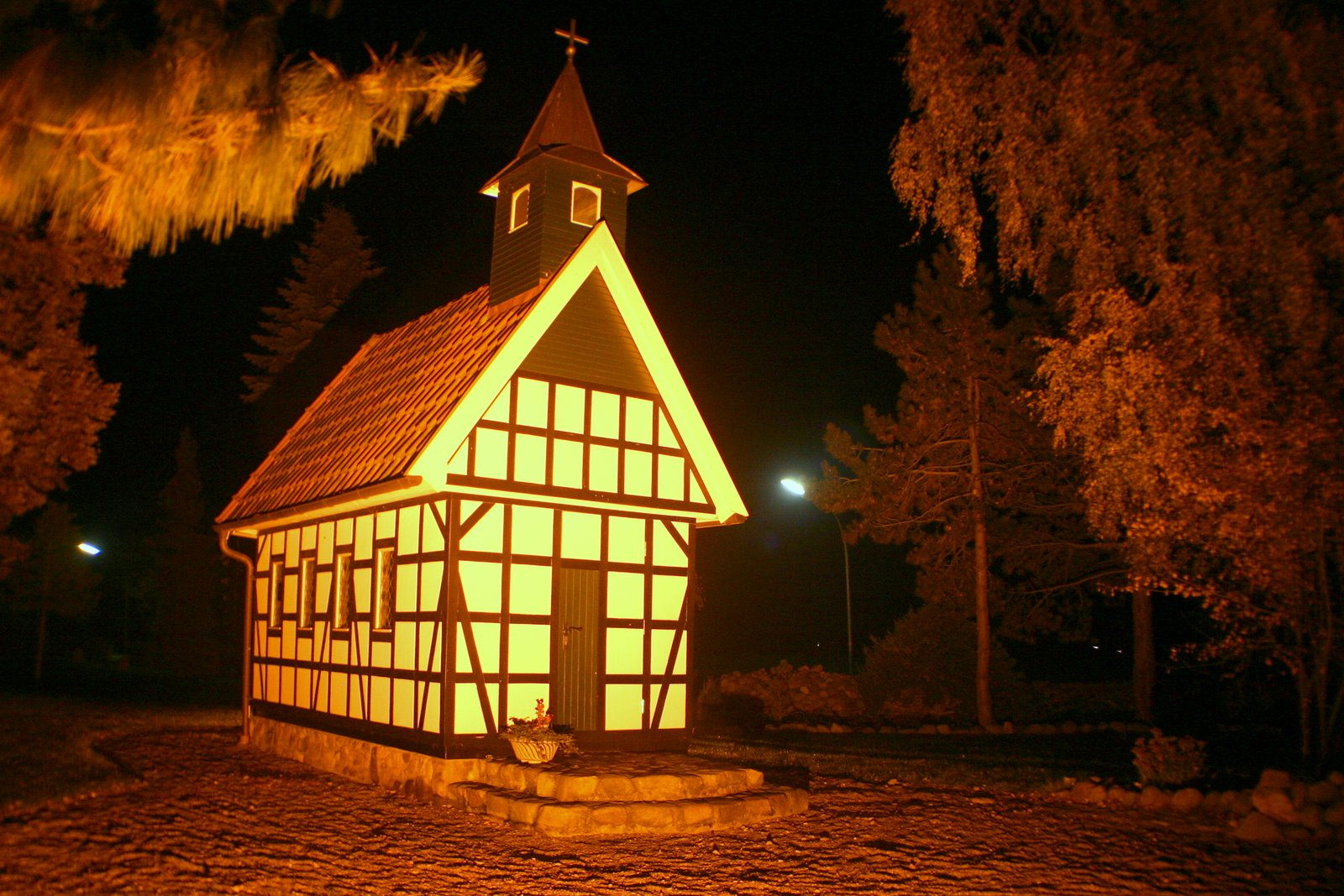
Die neue Klus im Jahre 2005

Am 26. April 2004 gründen zirka 20 Oppenweher den Verein „Oppenweher Klus e. V.“, der es sich zur Aufgabe gemacht hat „die Errichtung, Pflege und Unterhaltung einer maßstabsgetreuen Nachbildung der ‚Alten Oppenweher Klus‘ mit entsprechenden Anlagen“ durchzuführen.
Die maßstabsgetreue Nachbildung wurde daraufhin am 15. Juni 2004 am Standort der alten Oppenweher Klus aufgestellt. Am 7. August 2005 fand der erste Gottesdienst an der neuen Klus statt, sogar drei Taufen fanden mithilfe des erhalten gebliebenen Original-Taufsteins statt. Auch das alte, erhalten gebliebene Altarbild, das 1830 vom Mindener Maler Schirmer erstellt worden war, wurde restauriert und in der neuen Klus aufgestellt. Die neue Klus ist 6,76 m hoch, 2,57 m breit und 5,65 m lang.
Die neue Oppenweher Klus ist mit der Zeit das neue Wahrzeichen von Oppenwehe geworden.